# Dinosapien
Dinosapien è una serie televisiva britannico-canadese del 2007 andata in onda su Discovery Kids. In Italia la serie è andata in onda su Rai Gulp dal 25 maggio 2008 e su RaiSat Smash Girls dal 1º gennaio 2009.
La serie è una co-produzione tra BBC Worldwide e CCI Entertainment Ltd., in associazione con BBC Kids, Discovery Kids e CBBC.

## Trama
Alcuni dinosauri evoluti, sopravvissuti all'impatto del meteorite sulla Terra 65 milioni di anni fa, hanno sviluppato la capacità di parlare e comprendere il linguaggio degli esseri umani. La serie è interamente ambientata al Dinosaur Adventure Camp, un campeggio a tema preistorico in un'imprecisata località del Canada, dove la dott. Hillary Slayton vive con la sua figlia adolescente Lauren: il marito di Hillary, Alan, scomparve misteriosamente anni fa durante una spedizione sulle Badlands, e di conseguenza Lauren non ebbe mai l'opportunità di conoscere il padre. Nel corso della serie, Lauren sarà la prima persona ad interagire con Eno, una specie di dinosauro evoluto, e farà molte amicizie al campo prima di scoprire molto di quanto si aspetti sulla scomparsa del padre.

## Episodi
| Stagione       | Episodi | Pubblicazione USA | Prima TV Italia |
| -------------- | ------- | ----------------- | --------------- |
| Prima stagione | 15      | 2007              | 2008            |